# Machina Electrica
Machina Electrica (z łac. „Maszyna Elektryczna”) – historyczny gwiazdozbiór leżący na południe od obecnej konstelacji Wieloryba, obejmujący części gwiazdozbiorów Rzeźbiarza i Pieca. Został stworzony w 1801 roku przez Johanna Bodego, który przypuszczalnie inspirował się gwiazdozbiorami wprowadzonymi przez Lacaille’a, upamiętniającymi wynalazki naukowe i techniczne. Ilustracja Bodego przedstawiała generator elektryczny w typie maszyn tworzonych przez Jessego Ramsdena w II połowie XVIII wieku, ze szklanym dyskiem i butelką lejdejską. Gwiazdozbiór pojawiał się w atlasach nieba w II połowie XIX wieku, ale potem wyszedł z użycia.